# Gornja Koritnica
Gornja Koritnica (em cirílico: Горња Коритница) é uma vila da Sérvia localizada no município de Bela Palanka, pertencente ao distrito de Pirot. A sua população era de 64 habitantes segundo o censo de 2011.

## Demografia
| 1948 | 1953 | 1961 | 1971 | 1981 | 1991 | 2002 | 2011 |
| ---- | ---- | ---- | ---- | ---- | ---- | ---- | ---- |
| 504  | 491  | 438  | 327  | 246  | 150  | 109  | 64   |